# Evil Shepherd
Evil Shepherd est un groupe belge de black et thrash metal, originaire d'Alost, en Région flamande.

## Histoire
Le groupe est formé en 2008, après que le chanteur Jonah et le batteur Wesley aient quitté leur précédent groupe, Hyena. Au même moment, le groupe Wreckage se sépare, si bien que le guitariste Glenn (« Maes ») rejoint Wesley et Jonah. Ensemble, ils répètent les premières chansons. Après une ou deux semaines, le bassiste Tommy rejoint le groupe et complète la formation. Le 27 septembre 2008, le groupe enregistre sa première démo, History of Violence, avant de sortir sa deuxième démo, Sadistik Legions, le 28 février 2009. Le 3 mai 2010, l'enregistrement du premier album commence. Après la fin des travaux le 8 mai 2009, Wesley quitte le groupe le 30 août 2009 et est remplacé par J.R.. Le 1er octobre 2009, le premier album Sowing Death sort sur Witches Brew Records.
En septembre 2012, le deuxième album Evil Through Darkness and Darkness Through Death suit sur Empire Records, après une tournée avec Aura Noir. Le groupe se met en pause un an plus tard, en 2013. Il revient brièvement en 2016 avec la sortie du split A Pestilent Alliance avec Sabbat.

## Style musical
Le groupe joue du thrash metal, fortement influencé par le black metal ; en conséquence, les textes traitent souvent de thèmes sataniques. La musique est comparable aux œuvres d'Exodus et de Destruction, mais aussi de Legion of the Damned.

## Discographie
- 2008 : History of Violence (démo)
- 2009 : Sadistik Legions (démo)
- 2010 : Sowing Death (album, Witches Brew Records)
- 2012 : Evil Through Darkness and Darkness Through Death (album, Empire Records)